# Acacia heterochroa
Acacia heterochroa é uma espécie de leguminosa do gênero Acacia, pertencente à família Fabaceae.